# Бескровное убийство (группа)

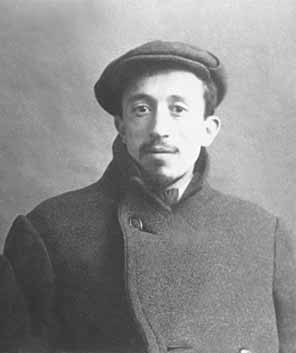
Лидер «Бескровного убийства» Михаил Ле-Дантю

«Бескро́вное уби́йство» (рус. дореф. «Безкровное Убійство») — литературно-художественная группа русских футуристов, возникшая в 1914 году в Петрограде вокруг Михаила Ле-Дантю и Ольги Лешковой; прекратила существование в 1918 году. Деятельность группы и выпускаемого ею одноимённого журнала, направленная против традиционного искусства, носила анархично-карнавальный характер и предвосхитила абсурдистскую линию будущих обэриутов.

## История
Футуристический кружок под названием «Бескровное убийство» возник летом 1914 года в Петрограде вокруг Михаила Ле-Дантю и Ольги Лешковой. В числе участников группы были Михаил Бернштейн, Вера Ермолаева, Илья Зданевич, Кирилл Зданевич, Янко Лаврин, Николай Лапшин, Екатерина Турова, Николай Янкин. Участники «Бескровного убийства» были переплетены любовными, семейными и родственными связями: Михаил Ле-Дантю и Ольга Лешкова были возлюбленными, Михаил Берштейн и Екатерина Турова — женаты, Илья и Кирилл Зданевичи были братьями, Николай Лапшин и Николай Янкин — двоюродными братьями; «одиночками» были только Вера Ермолаева и Янко Лаврин.

Михаил Бернштейн
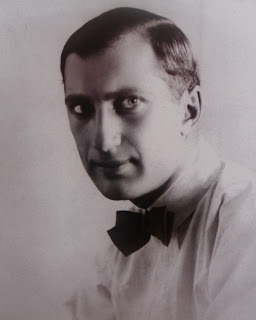
Илья Зданевич
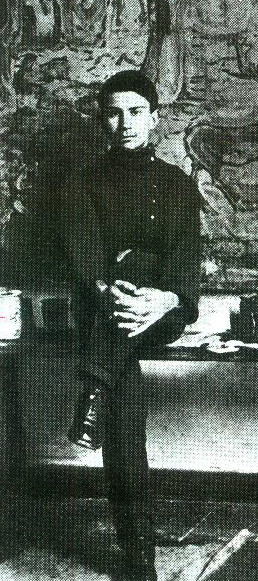
Кирилл Зданевич
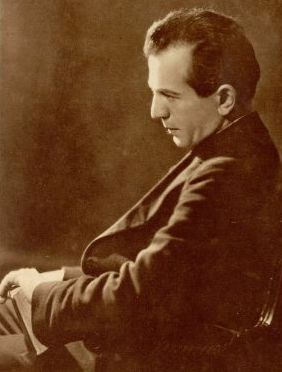
Янко Лаврин
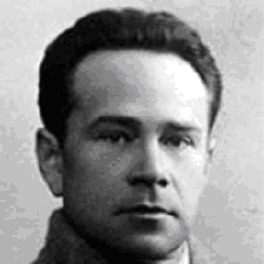
Николай Лапшин
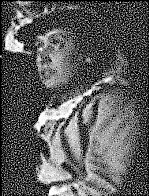
Ольга Лешкова
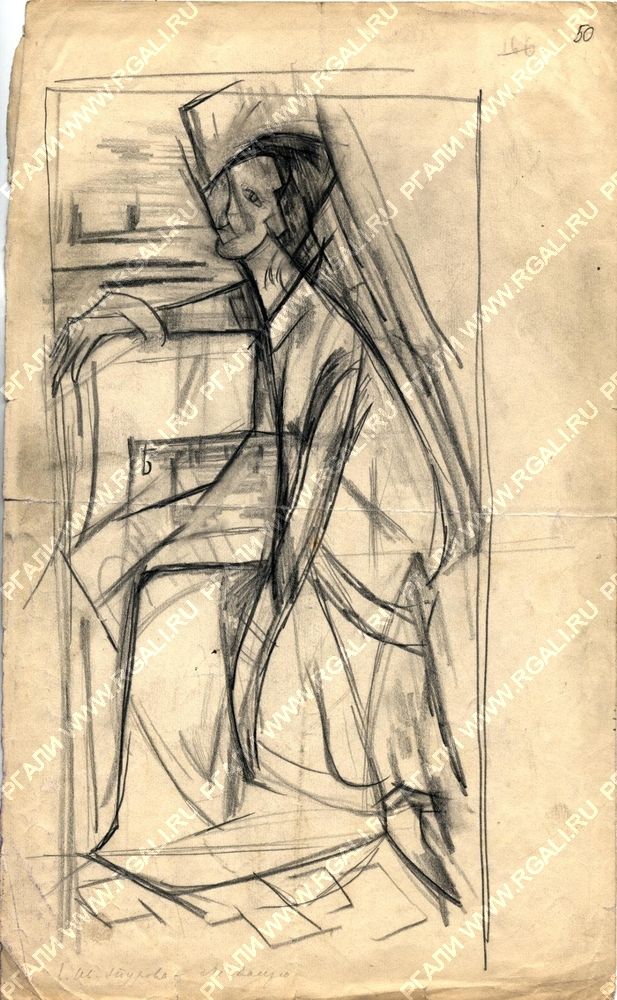
Екатерина Турова
Николай Янкин

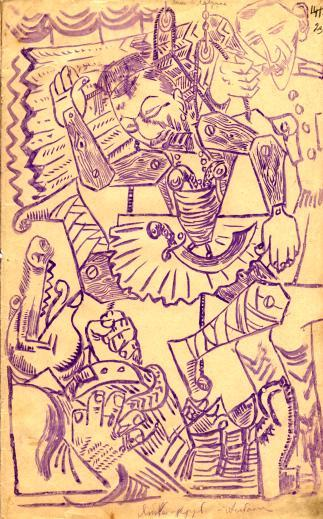
Михаил Ле-Дантю. «Янко Лаврин, король Албании». Рисунок для «Албанского выпуска» (1916) журнала «Бескровное убийство»

Илья Зданевич включился в эксперименты «Бескровного убийства» осенью 1916 года после возвращения в Петроград с фронта Первой мировой войны. На основе «Албанского выпуска» журнала «Бескровное убийство», в котором высмеивалась книга Янко Лаврина «В стране вечной войны. Албанские эскизы» (1916) с предрассудками, панславизмом и мегаломанией автора, Зданевич написал заумную пьесу «Янко крУль албАнскай» (впервые была издана в Тбилиси в 1918 году). 3 декабря 1916 года пьеса была поставлена в мастерской Михаила Бернштейна.
На группу обратил внимание журнал «Новый Сатирикон» и собирался выделить ей регулярную страницу, однако этого не случилось.

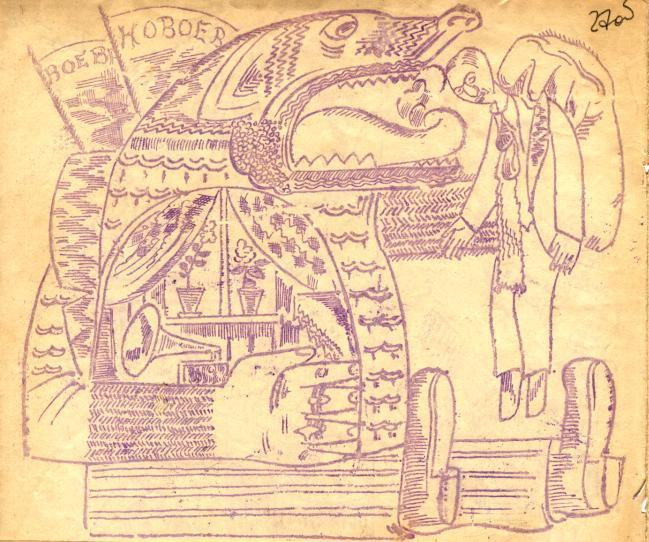
Михаил Ле-Дантю. «Пророчество о судьбе Албанского короля». Рисунок для «Албанского выпуска» (1916) журнала «Бескровное убийство»

Единственный раз собрание «Бескровного убийства» посетил Велимир Хлебников, куда последнего привёл Янко Лаврин, но это посещение никак не отразилось ни на самом Хлебникове, ни на группе:
| Теперь не помню, как долго Хлебников тогда гостил у меня. Во всяком случае, не меньше четырёх недель. Чтобы немного развлечь его, я несколько раз водил его на вечеринки к своим знакомым, но без особого успеха. Даже у Ольги Ивановны Лешковой, весёлой и остроумной приятельницы художника Ле-Дантю, на квартире которой собирались молодые художники и литераторы (Михаил Ле-Дантю, Николай Лапшин, Илья Зданевич и др.), он сидел как будто погружённый в самого себя и мало заботился о том, чтобы завязать какие-нибудь новые знакомства. |

После убийства Михаила Ле-Дантю летом 1917 года группу возглавила Вера Ермолаева. После Февральской революции и до Октябрьского переворота члены группы принимали участие в деятельности и других авангардистских левых групп — «Свобода искусству», «Искусство, революция», «На революцию».
Общество «Искусство, революция» было создано Ильёй Зданевичем в конце марта и в него, кроме Зданевича, вошли члены «Бескровного убийства» Вера Ермолаева, Екатерина Турова, Николай Лапшин, к которым присоединились художники Лев Бруни и Надежда Любавина и критик Осип Брик.
Летом 1918 года «Бескровное убийство» фактически прекратило существование, преобразовавшись в артель художников «Сегодня». Летом и осенью 1918 года артель при участии Юрия Анненкова и Надежды Любавиной издала 15 детских книжек и брошюр современных авторов с иллюстрациями на линолеуме тиражом по 125 экземпляров.

## Журнал «Бескровное убийство»

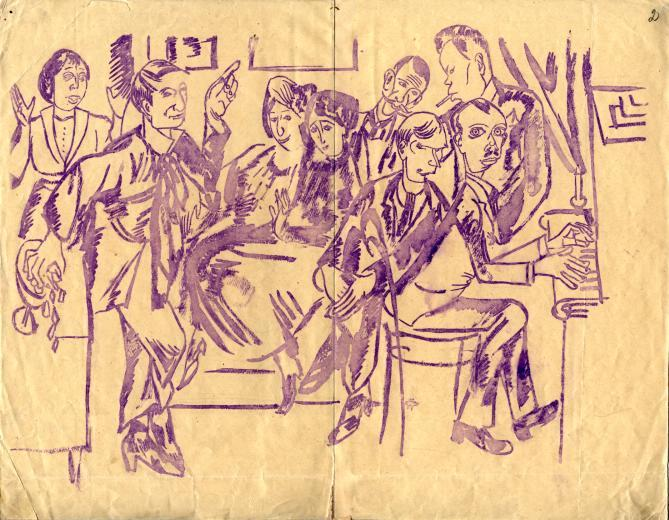
Михаил Ле-Дантю. Сотрудники и читатели журнала «Бескровное убийство» (1915). В числе изображённых: Роза Левинсонд (читатель), Николай Лапшин, Михаил Ле-Дантю, Екатерина Турова, Янко Лаврин

Осенью 1915 года Ольга Лешкова начала издавать от имени группы рукописный гектографированный журнал «Бескровное убийство». В течение двух лет было издано около десяти номеров журнала с названиями, отсылающими к экзотическим местам или войне: «Выпуск Островов Фиджи», «Дагестанский выпуск», «Ассиро-Вавилонский выпуск», «Албанский выпуск», «Военный выпуск», «В тылу», «Эвакуационный выпуск» и др.
В журнале, по замечанию исследователя русского авангарда Марцио Марцадури, «предвосхищается та абсурдистская линия, которая в 20-х годах расцветёт в произведениях Вагинова и обэриутов». Журнал выпускался маленьким тиражом для узкого круга участников и их друзей и не оказал существенного влияния на культурную жизнь Петрограда.

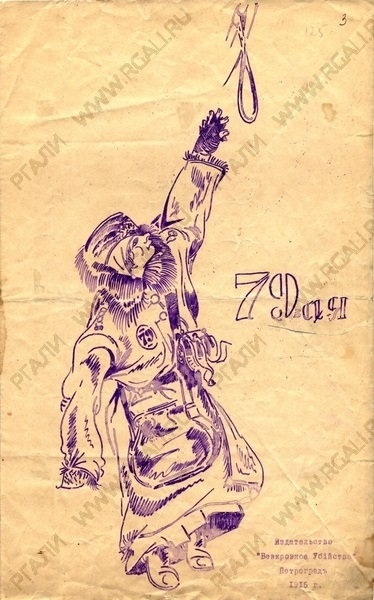
Николай Янкин. 79-я (1915)
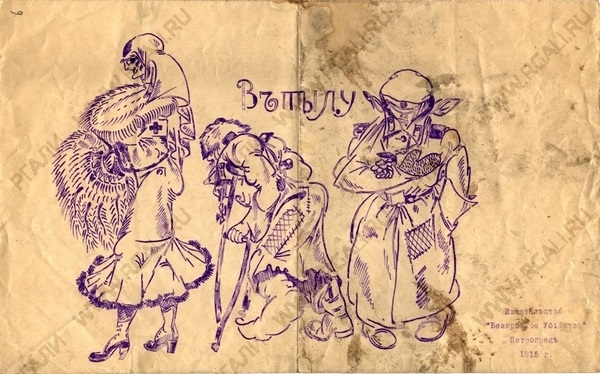
Николай Янкин. В тылу (1915)

## Концепция

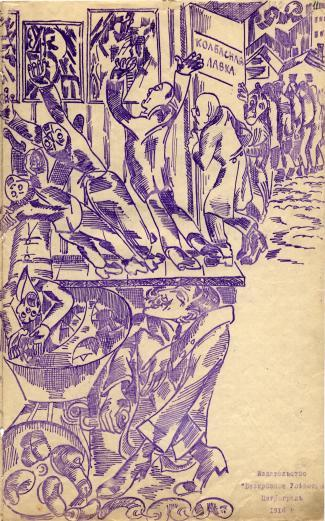
Михаил Ле-Дантю. «Колбасная лавка». Рисунок для одного из выпусков журнала «Бескровное убийство». В правом нижнем углу отпечаток: «Издательство „Безкровное Убійство“»

О принципах издания журнала «Бескровное убийство» Ольга Лешкова писала Илье Зданевичу: «Сюжет и темы безразличны, ибо „Бескровное убийство“ никогда нельзя было упрекнуть в узости кругозора и задач. Всякий сюжет и всякая тема становятся достойными, как только „Бескровное убийство“ коснётся их».  Марцио Марцадури в этой связи отмечает, что в журнале царила «эстетика незначительного».
Спустя значительное время та же Лешкова писала в воспоминаниях 1930-х годов, подчёркивая анархично-карнавальное начало деятельности группы и журнала:
| «Бескровное убийство» возникло из самых низких побуждений человеческого духа: нужно было кому-нибудь насолить, отомстить, кого-нибудь скомпрометировать, что-нибудь придумывалось, записывалось, иллюстрировалось. <…> События окружающего мира разумеется отражались так или иначе и на темах и на трактовках разных явлений, но как правило — всё преувеличивалось, извращалось. |

Полемика с традиционными представлениями об искусстве и была подспудной тематикой журнала и кружка. Именно с этой позиции исследователь русского авангарда Режис Гейро толкует название группы и журнала: «Le „meurtre“ en question était celui de l’art, devenu sujet de railleries permanentes [Жертвой „убийства“, о котором шла речь, было искусство, ставшее предметом постоянных насмешек]».